# Jean-Louis Combes-Gary
Jean-Louis Combes-Gary est un homme politique français né Jean Louis Combes le 8 février 1830 à Castres (Tarn).

## Biographie
Industriel, il est maire de Burlats de 1861 à 1887 et conseiller général du canton de Roquecourbe entre 1863 et 1876. Sous la Troisième République, il est élu député du Tarn de 1876 à 1881, siégeant à droite avec les monarchistes dans l'Union des droites.